# Ephedra triandra
Ephedra triandra es una especie de planta fanerógama de la familia Ephedraceae.

## Hábitat
Esta especie es nativa de Argentina, Paraguay y Bolivia. En Argentina se la encuentra la zona centro-norte. Recientemente se describió para el Uruguay. 
Suele crecer en zonas rocosas, empinadas y de montaña. Por lo general esta especie crece en zonas de baja pluviometría y en suelos muy pobres con buen drenaje o en zonas donde el agua se le escurra.

## Descripción
Es un arbusto dioico, apoyante de hasta 2 m de altura, ramas flexuosaso,  hojas escamosas opuestas, soldadas entre sí hasta la mitad dellargo, envainándose al tallo, triangulares y agudas de color verde glauco, de 3-4 mm de largo y con el pie masculino con flores agrupadas en amentos de 4-8 pares; y el pie femenino con estróbilos sésiles, de 8 mm × 6 con seis pares de brácteas carnosas, rojas.

## Toxicidad
Las partes aéreas de algunas especies del género Ephedra pueden contener alcaloides, tales como la efedrina y la pseudoefedrina, cuya ingestión puede suponer un riesgo para la salud.
El consumo de efedra puede provocar convulsiones, accidente cerebrovascular, ataque al corazón y la muerte. Los riesgos de efectos adversos aumentan con la dosis, si se utiliza coincidiendo con actividades físicas intensas o en combinación con otros estimulantes, incluida la cafeína. Puede causar interacciones con otros fármacos. Está contraindicada en menores de 18 años, mujeres embarazadas y durante la lactancia.
Las evidencias de los riesgos potenciales del consumo de efedra han ido en aumento durante años. Un caso famoso, que sensibilizó a la opinión pública, fue el del jugador profesional de béisbol Steve Bechler, de 23 años, que en 2003 falleció durante un entrenamiento, horas después de haber ingerido un suplemento que contenía altas dosis de efedra. El informe toxicológico concluyó que la efedra "jugó un papel significativo" en su muerte.
En 2004, la Agencia de Drogas y Alimentos de Estados Unidos (FDA o USFDA, por sus siglas en inglés), prohibió la venta de suplementos dietéticos que contengan alcaloides de la efedra. Otros países se han sumado a esta prohibición, tales como los Países Bajos y Argentina.

## Usos
El extracto de efedra se utiliza en la medicina alternativa para tratar el asma y otras enfermedades respiratorias. En los Estados Unidos se vendió como adelgazante y para mejorar el rendimiento deportivo. Datos estadístico de 1999 señalaban que la efedra era usada por unos 12 millones de personas.
Un reciente metaanálisis de ensayos controlados concluyó que los efectos sobre la pérdida peso a corto plazo son modestos, y desconocidos a largo plazo. Por otro lado, no se pudo precisar la influencia sobre el rendimiento atlético, debido a la insuficiencia de evidencias.
Debido a sus efectos adversos, no es aconsejable utilizar la planta de efedra de forma casera.

## Taxonomía
Ephedra triandra fue descrita por  Louis René Tulasne y publicado en Annales des Sciences Naturelles; Botanique, série 4 10: 126. 1858.
Etimología
Ephedra: nombre genérico que proviene del griego antiguo: éphedra = "asentada sobre" // según Dioscórides, sinónimo de hippuris = equiseto // en Plinio el Viejo, una planta trepadora afila.
triandra: epíteto latíno que significa "con tres estambres".
Sinónimos
- Ephedra flava F.P.Sm.
- Ephedra ma-huang T.S.Liu[8]

## Nombres comunes
Pico de loro, pico de gallo, tramontana, fruto del quirquincho.